# Александровський район (Ставропольський край)
Александровський район (рос. Александровский район) — адміністративна одиниця Росії, Ставропольський край. До складу району входять 8 сільських поселень.

## Географічне положення
Район розташований в центральній частині Ставропольського краю і межує на півночі з Петровським районом, на сході - з Новоселицьким, на півдні - з Мінераловодським і на заході - з Грачевским і Андроповським районами.
Територією району проходить автомагістраль Ставрополь - Мінеральні Води